# مؤامرة شباب هتلر
مؤامرة شباب هتلر هي قضية حققت فيها الشرطة السرية السوفيتية، خلال التطهير الكبير في أواخر الثلاثينيات. وكانت هذه القضية مفترضة بانتظار أدلة تثبتها، إلا أنها أسفرت عن اعتقال العديد من المراهقين الألمان وبعضهم في العشرينيات من العمر، الذين اتهموا بأنهم أعضاء فاشيون ومناهضون للشيوعية في منظمة شباب هتلر وبأنهم يعملون ضد الاتحاد السوفيتي. اعتُقل المراهقون من مدرسة كارل ليبكنخت ودار الأيتام رقم 6، كما اعتُقل البالغون من المصانع وأماكن أخرى وعذبوا وسجنوا. وأعدم العديد منهم أو ماتوا أثناء الحجز. كان بعض أولئك الأطفال من أبناء كبار الشيوعيين. وخلال سنوات، تبين أن التحقيق كان معيبًا واعتقل عدد من المحققين إثر ذلك، وتراوحت أحكامهم من السجن إلى الإعدام. بعد وفاة جوزيف ستالين في خمسينيات القرن العشرين، كشف تدقيق جديد للملفات أن العديد من التهم لا أساس لها، وجرى رد الاعتبار لعدد من الضحايا.

## الخلفية
بدءًا من بواكير تاريخ الاتحاد السوفيتي، مع الإرهاب الأحمر والقمع السياسي اللاحق للمشتبه بمعارضتهم لثورة أكتوبر، ظهرت عمليات التطهير والقمع الجماعي، وكذلك عمليات تطهير الحزب الشيوعي داخل الاتحاد السوفيتي وخارجه. وتتابعت موجات الاضطهاد، وازداد عدد المتهمين بأنهم معادون للثورة أو فاشيون. قال نيكيتا خروتشوف في «خطابه السري» إنه بين عامي 1936 و1937، تضاعف عدد الاعتقالات بتهمة مناهضة الثورة عشر مرات.
في الجلسة العامة من فبراير إلى مارس 1937 للجنة المركزية للحزب الشيوعي السوفيتي (سي بّي إس يو)، كانت هناك دعوة متجددة لتطهير الحزب من الأعضاء التروتسكيين، وهو الأمر الذي أدى إلى موجة من الإرهاب الشامل في صيف عام 1937. بدأ استخدام مصطلح «الجماعات الفاشية المناهضة للثورة» داخل الشرطة السرية السوفيتية عام 1938 أثناء قيامهم بعمليات التطهير. وأفاد الأعضاء الألمان في اللجنة التنفيذية للشيوعية الدولية في اجتماع 28 أبريل 1938 أن الاعتقالات بلغت 842 اعتقالًا.
في وقت مبكر من عام 1930، حققت الشرطة السرية السوفيتية تشيكا -التي أصبحت لاحقًا المفوضية الشعبية للشؤون الداخلية (إن كيه فّي دي)  مع المراهقين الألمان المشتبه في كونهم أعضاء في شباب هتلر، لكن هذه التحقيقات سبقت التطهير الكبير، ومن ألقي القبض عليهم لم يتلقوا أحكامًا قاسية كما الذين اعتقلوا بعدهم في السنوات اللاحقة. وأفرج عن معظمهم قبل عام 1934. ومع بدء التطهير الكبير اعتقلت شرائح واسعة من الناشطين الشيوعيين، وتعرضت زوجاتهم وأطفالهم للاضطهاد أيضًا. ونُفي بعضهم إلى الغولاغ، ووضع بعض الأطفال في دور الأيتام، وفي بعض الحالات، كان الأطفال الأكبر سنًا يعتقلون بتهم أنشطة معادية للثورة وتشكيل مجموعات مناهضة للثورة. واستُهدف الشيوعيون الدوليون الذين يعيشون في الاتحاد السوفيتي بقسوة، خاصة الألمان، الذين كانوا كثيري العدد هناك، هاربين من النازية. كان الآباء الألمان يعتقلون بتهمة التجسس، لكن لم تكن هذه التهمة مقبولة للأطفال الأجانب الذين لم يغادروا الاتحاد السوفيتي منذ سنوات. لذا بدلاً من ذلك، اتُهموا بتشكيل فرع لشباب هتلر.